# Municipio de Burg (Arkansas)
El municipio de Burg (en inglés: Burg Township) es un municipio ubicado en el condado de Howard en el estado estadounidense de Arkansas. En el año 2010 tenía una población de 61 habitantes y una densidad poblacional de 1,75 personas por km².

## Geografía
El municipio de Burg se encuentra ubicado en las coordenadas 34°13′17″N 94°3′27″O / 34.22139, -94.05750. Según la Oficina del Censo de los Estados Unidos, el municipio tiene una superficie total de 34.77 km², de la cual 34,55 km² corresponden a tierra firme y (0,63 %) 0,22 km² es agua.

## Demografía
Según el censo de 2010, había 61 personas residiendo en el municipio de Burg. La densidad de población era de 1,75 hab./km². De los 61 habitantes, el municipio de Burg estaba compuesto por el 98,36 % blancos y el 1,64 % eran de una mezcla de razas. Del total de la población el 1,64 % eran hispanos o latinos de cualquier raza.